# Ralph Spolenak

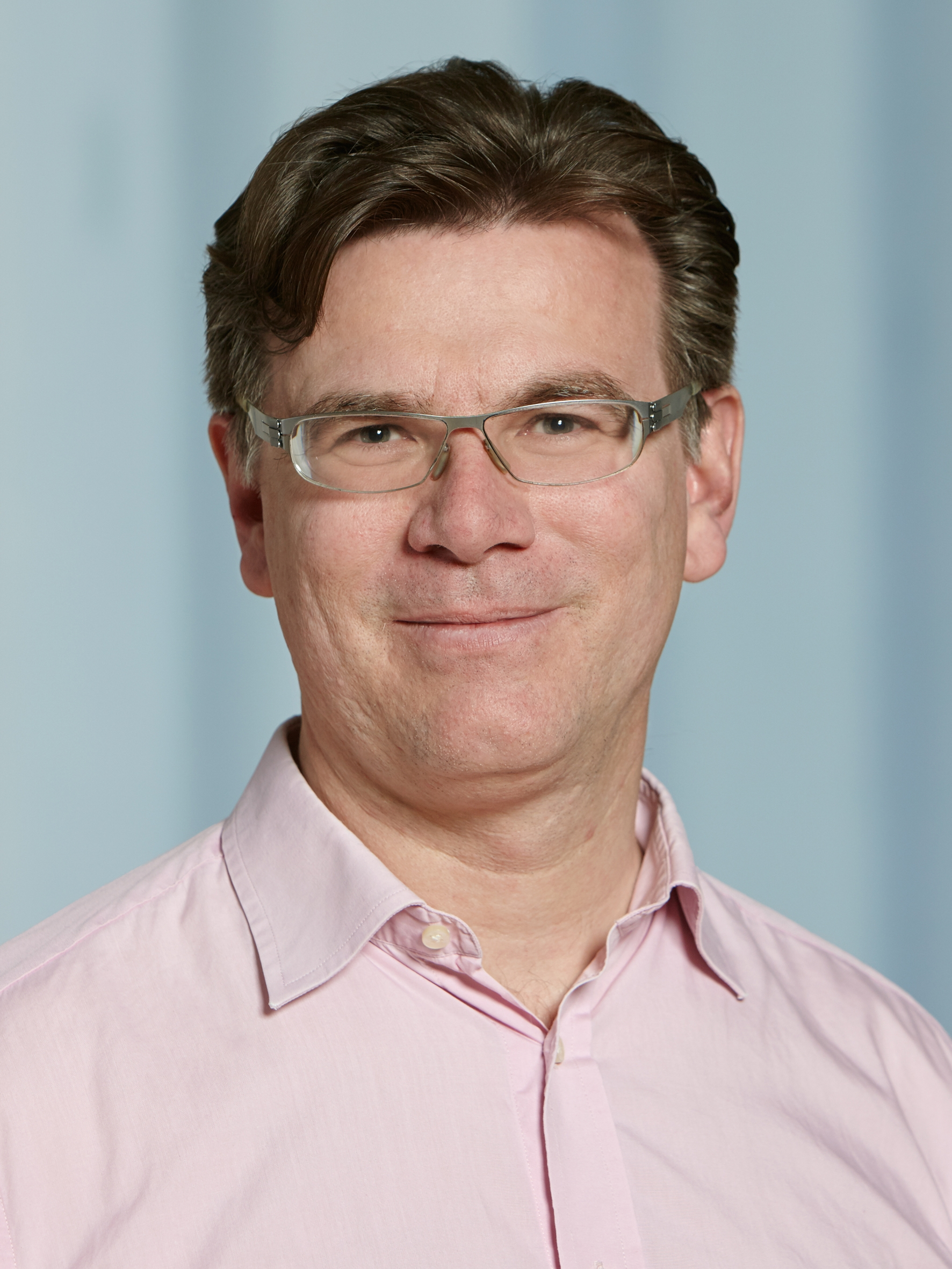
Ralph Spolenak (2019)

Ralph Spolenak  (* 17. August 1971 in Wels) ist ein österreichischer Physiker und Materialwissenschaftler (Nanometallurgie).

## Leben
Spolenak studierte an der Universität Wien mit dem Diplom 1995 und wurde 1999 an der Universität Stuttgart promoviert. 2004 wurde er Assistenzprofessor und später Professor und Direktor des Labors für Nanometallurgie an der ETH Zürich. Er steht dort auch ScopeM (Scientific Center for Optical and Electron Microscopy) vor.
2005 erhielt er den Wissenschaftspreis: Forschung zwischen Grundlagen und Anwendungen. Er untersuchte unter anderem die Haftmechanismen von Geckos und anderen biologischen Systemen und entwickelte darauf basierend technische Adhäsionsmechanismen.

## Schriften
- mit E. Arzt, S. N. Gorb: From micro to nano contacts in biological attachment devices. Proc. Nat. Acad. Sci., Band 100, 2003, S. 10603–10606.
- mit S. N. Gorb u. a.: Evidence for capillarity contributions to gecko adhesion from single spatula nanomechanical measurements. Proc. Nat. Acad. Sci., Band 102, 2005, S. 16293–16296.
- G. Huber, S. N. Gorb, R. Spolenak, E. Arzt: Resolving the nanoscale adhesion of individual gecko spatulae by atomic force microscopy. In: Biology Letters. 1, 2005,  S. 2–4.
- mit S. N. Gorb, H. Gao, E. Arzt: Effects of contact shape on the scaling of biological attachments. Proc. Roy. Soc., A, Band 461, 2005, S. 305–319.
- mit G. Huber u. a.: Influence of surface roughness on gecko adhesion. Acta Biomaterialia, Band 3, 2007, S. 607–610.